# Manjaro Linux
O Manjaro é uma distribuição Linux livre e de código aberto baseada no sistema operacional Arch Linux. O Manjaro se concentra na facilidade de uso e acessibilidade, e o próprio sistema foi projetado para funcionar totalmente "direto da caixa" com sua variedade de softwares pré instalados. Ele apresenta um modelo de atualização de lançamento contínuo e usa o Pacman como seu gerenciador de pacotes. O Manjaro é desenvolvido principalmente na Áustria, na França e na Alemanha.

## Edições oficiais
- Manjaro edição Xfce: apresenta o próprio tema escuro do Manjaro, bem como a área de trabalho Xfce.[5]
- Manjaro edição KDE: apresenta o próprio tema escuro Plasma do Manjaro, bem como o mais recente KDE Plasma 6, aplicativos e frameworks.[6]
- Manjaro edição GNOME: se tornou a terceira versão oficial com o lançamento Gellivara e oferece a área de trabalho GNOME junto com uma versão do tema Manjaro.[7]

Embora não sejam lançamentos oficiais, as edições da comunidade do Manjaro são mantidas por membros da comunidade do Manjaro. Elas oferecem interfaces de usuário adicionais sobre os lançamentos oficiais, incluindo as interfaces Budgie, Cinnamon, Deepin, i3, MATE e Sway.
O Manjaro também tem edições para dispositivos com processadores ARM, como os computadores de placa única ou os notebooks Pinebook.

## Recursos
O Manjaro vem com uma interface de linha de comandos (CLI) e um instalador gráfico. O modelo de versão contínua significa que o usuário não precisa atualizar/reinstalar todo o sistema para o manter atualizado em linha com a versão mais recente. O gerenciamento de pacotes é feito pelo Pacman via linha de comando (terminal) e ferramentas, de interface gráfica de usuário, de gerenciamento de pacote  como o Pamac pré instalado. Ele pode ser configurado como um sistema estável (padrão) ou de ponta em linha com o Arch.
Os repositórios são gerenciados com sua própria ferramenta, chamada BoxIt, que é projetada como o Git.
O Manjaro inclui seu próprio gerenciador de configurações de interface gráfica de usuário, onde opções como idioma, controladores (drivers) e versões de núcleos (kernel) podem ser configuradas de forma simples.
Certos utilitários do Arch comumente usados, como o sistema de construção do Arch (ABS), estão disponíveis, mas têm implementações alternativas no Manjaro.
O arquiteto Manjaro (Manjaro architect) é um instalador de rede de interface de linha de comandos (CLI) que permite ao usuário escolher sua própria versão do núcleo (kernel), controladores (drivers) e ambiente de área de trabalho durante o processo de instalação. Os ambientes de área de trabalho das edições oficiais e da comunidade estão disponíveis para seleção. Para instalações baseadas em interface gráfica de usuário (GUI), o Manjaro usa o instalador Calamares.

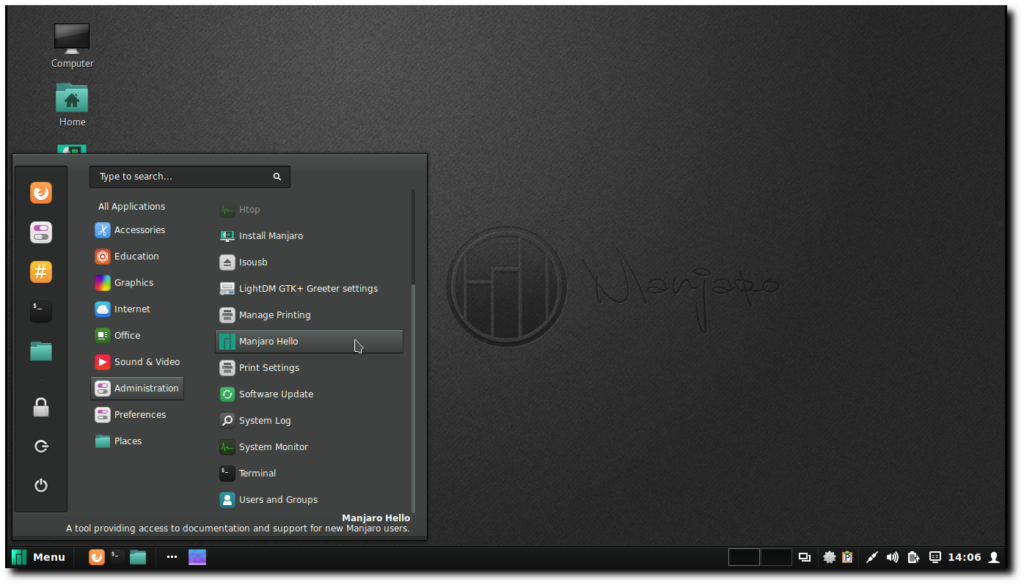
Captura de tela do Manjaro 17.0 edição Cinnamon

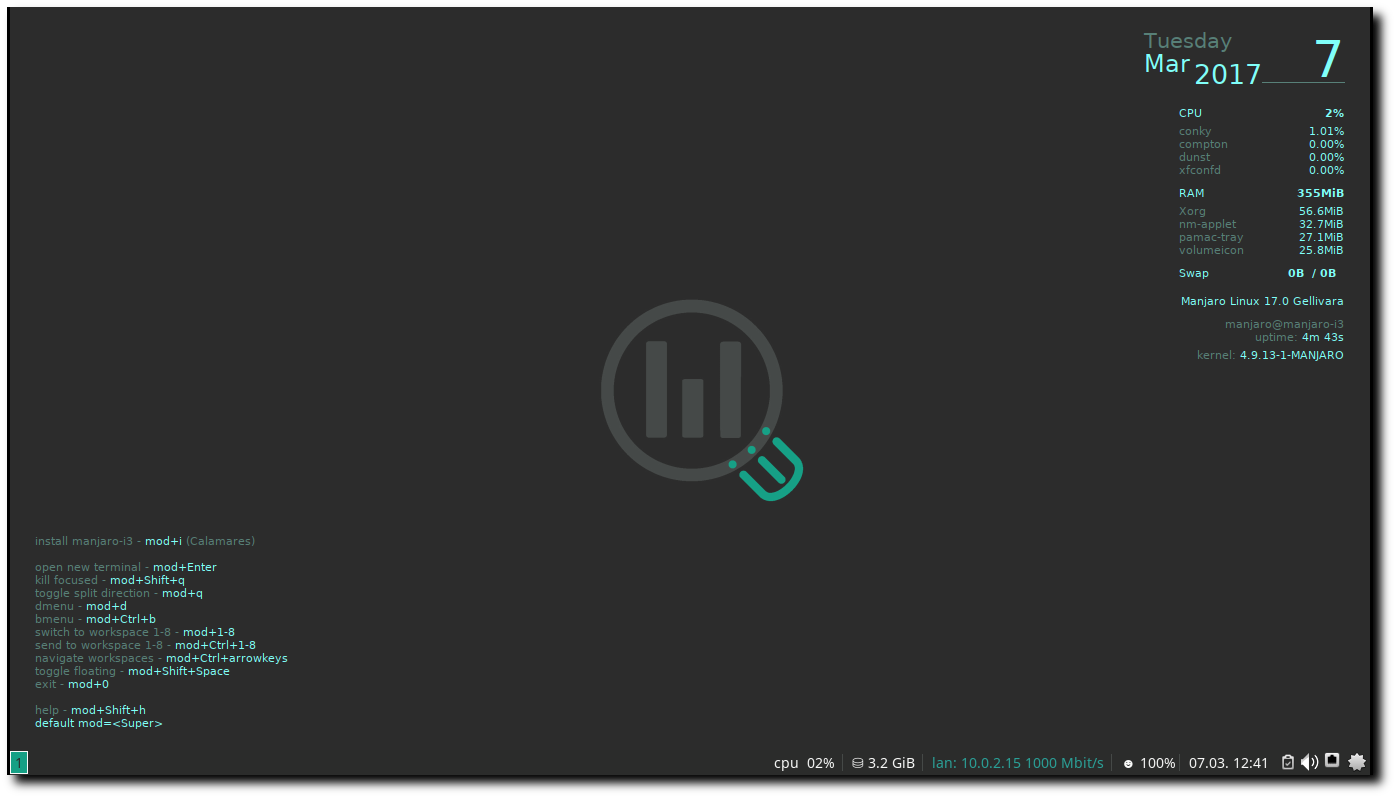
Captura de tela do Manjaro 17.0 edição i3

## Histórico de liberação
Os lançamentos da série 0.8.x foram as últimas versões do Manjaro a usar um número de versão. Os ambientes de área de trabalho oferecidos, bem como o número de programas agrupados em cada versão separada, variaram em versões diferentes.
| Versão                                                    | Data de lançamento | Codinome  | Núcleo (kernel)                         | Notas                                                                                            |
| --------------------------------------------------------- | ------------------ | --------- | --------------------------------------- | ------------------------------------------------------------------------------------------------ |
| 0.1                                                       | 10/07/2011         |           |                                         |                                                                                                  |
| 0.8.0                                                     | 20/08/2012         | Askella   | 3.4.9                                   | Apenas edições Xfce e KDE Plasma                                                                 |
| 0.8.1                                                     | 21/09/2012         | Askella   | 3.4.x                                   |                                                                                                  |
| 0.8.2                                                     | 10/11/2012         | Askella   | 3.4.x                                   |                                                                                                  |
| 0.8.3                                                     | 24/12/2012         | Askella   | 3.4.x                                   |                                                                                                  |
| 0.8.4                                                     | 25/02/2013         | Askella   | 3.7.x                                   |                                                                                                  |
| 0.8.5                                                     | 13/04/2013         | Askella   | 3.8.5                                   |                                                                                                  |
| 0.8.6                                                     | 02/06/2013         | Askella   | 3.9.x                                   |                                                                                                  |
| 0.8.7                                                     | 26/08/2013         | Askella   | 3.4.59 com suporte de longo prazo (LTS) |                                                                                                  |
| 0.8.8                                                     | 24/11/2013         | Askella   | 3.10.20                                 |                                                                                                  |
| 0.8.9                                                     | 23/02/2014         | Askella   | 3.10.30                                 |                                                                                                  |
| 0.8.10                                                    | 09/06/2014         | Askella   | 3.12.20                                 |                                                                                                  |
| 0.8.11                                                    | 01/12/2014         | Askella   |                                         |                                                                                                  |
| 0.8.12                                                    | 06/02/2015         | Askella   |                                         |                                                                                                  |
| 0.8.13                                                    | 14/06/2015         | Askella   |                                         |                                                                                                  |
| 15.09                                                     | 27/09/2015         | Bellatrix |                                         |                                                                                                  |
| 15.12                                                     | 22/12/2015         | Capella   |                                         |                                                                                                  |
| 16.06                                                     | 2016-06-06         | Daniella  |                                         |                                                                                                  |
| 16.06.1                                                   | 11/06/2016         | Daniella  |                                         |                                                                                                  |
| 16.08                                                     | 31/08/2016         | Ellada    |                                         |                                                                                                  |
| 16.10                                                     | 31/10/2016         | Fringilla |                                         |                                                                                                  |
| 17.0                                                      | 07/03/2017         | Gellivara | 4.9 com suporte de longo prazo (LTS)    | Primeira versão oficial com GNOME                                                                |
| 17.1                                                      | 31/12/2017         | Hakoila   | 4.14 com suporte de longo prazo (LTS)   | Disponibilizado pela primeira vez pré instalado no Manjaro do notebook da Station X, o Spitfire. |
| 18.0                                                      | 30/10/2018         | Illyria   | 4.19 com suporte de longo prazo (LTS)   |                                                                                                  |
| 18.1.0                                                    | 12/09/2019         | Juhraya   | 4.19 com suporte de longo prazo (LTS)   | Escolha entre o LibreOffice e o FreeOffice durante a instalação                                  |
| 19.0                                                      | 25/02/2020         | Kyria     | 5.4 com suporte de longo prazo (LTS)    |                                                                                                  |
| 20.0                                                      | 26/04/2020         | Lysia     | 5.6.7                                   |                                                                                                  |
| 20.1                                                      | 11/09/2020         | Mikah     | 5.8                                     |                                                                                                  |
| 20.2                                                      | 03/12/2020         | Nibia     | 5.9                                     |                                                                                                  |
| 21.0                                                      | 24/03/2021         | Ornara    | 5.10 com suporte de longo prazo (LTS)   |                                                                                                  |
| 21.1                                                      | 17/08/2021         | Pahvo     | 5.13                                    |                                                                                                  |
| 21.2.0                                                    | 23/12/2021         | Qonos     | 5.15                                    |                                                                                                  |
| 21.2.1                                                    | 04/01/2022         | Qonos     | 5.15                                    |                                                                                                  |
| 21.2.2                                                    | 23/01/2022         | Qonos     | 5.15                                    |                                                                                                  |
| 21.3.0                                                    | 17/06/2022         | Ruah      | 5.15                                    |                                                                                                  |
| 22.0.0                                                    | 12/09/2022         | Sikaris   | 6.1                                     |                                                                                                  |
| 22.1.0                                                    | 21/04/2023         | Talos     | 6.1                                     |                                                                                                  |
| 23.0.0                                                    | 05/09/2023         | Uranos    | 6.5                                     |                                                                                                  |
| Legenda:Versão antigaVersão mais recenteLançamento futuro |                    |           |                                         |                                                                                                  |

## Relação comArchLinux
A principal diferença em relação ao Arch Linux são os repositórios.
O Manjaro usa três conjuntos de repositórios:
- Instável: contém os pacotes do Arch Linux mais atualizados. O instável está cerca de 3 dias atrás do Arch Linux.
- Teste: contém pacotes dos repositórios instáveis após terem sido testados por usuários do instável.
- Estável: contém apenas pacotes considerados estáveis pela equipe de desenvolvimento, o que pode significar um atraso de algumas semanas antes de obter atualizações importantes.[52]

Em janeiro de 2019, as atualizações de pacotes não relacionados à segurança derivadas da ramificação estável do Arch Linux para a ramificação estável do Manjaro normalmente tinham um atraso de algumas semanas.

## História
O Manjaro foi lançado pela primeira vez em 10 de julho de 2011. Em meados de 2013, o Manjaro estava no estágio beta, embora os principais elementos do sistema final tivessem sido implementados, como:
- um instalador com interface grafica de usuário (GUI) (uma, então, ramificação (fork) do instalador Antergos);
- um gerenciador de pacotes (Pacman) com suas escolhas de front-ends
- o Pamac (GTK) para o ambiente de área de trabalho Xfce e o Octopi (Qt) para sua edição Openbox
- a detecção de hardware do Manjaro (MHWD) para detecção de controladores (drivers) de vídeo proprietários e livres
- e o derenciador de configurações do Manjaro para configurações de todo o sistema, gerenciamento de usuários e instalação e gerenciamento de controladores (drivers) gráficos.[54]

O suporte ao GNOME Shell foi abandonado com o lançamento da versão 0.8.3. em 2012. No entanto, esforços no Arch Linux tornaram possível reiniciar a edição Cinnamon/GNOME como uma edição da comunidade. Um lançamento oficial oferecendo o ambiente de área de trabalho GNOME foi reinstaurado em março de 2017.
Durante o desenvolvimento do Manjaro 0.9.0 no final de agosto de 2015, a equipe do Manjaro decidiu mudar para designações de ano e mês, em vez de números, para o esquema de versão do Manjaro. Isso se aplica tanto à série 0.8.x quanto à nova série 0.9.x, renomeando a 0.8.13, lançada em junho de 2015, como 15.06 e assim por diante. O Manjaro 15.09, de codinome Bellatrix e anteriormente conhecido como 0.9.0, foi lançado em 27 de setembro de 2015 com o novo instalador Calamares e pacotes atualizados.
Em setembro de 2017, o Manjaro anunciou que o suporte para a arquitetura i686 seria abandonado porque "a popularidade desta arquitetura estava diminuindo". No entanto, em novembro de 2017, um projeto comunitário semi oficial (o "manjaro32"), baseado no archlinux32, continuou com o suporte para a arquitetura i686.
Em setembro de 2019, a empresa Manjaro GmbH & Co. KG foi fundada. O site It's FOSS afirma que a empresa foi formada "... para efetivamente se envolver em acordos comerciais, formar parcerias e oferecer serviços profissionais".

## Derivados
- O Netrunner Rolling, além do Netrunner da Blue Systems, que é baseado no Debian. A primeira versão do Netrunner Rolling foi a 2014.04, que foi baseada no Manjaro 0.8.9 edição KDE e lançada em 2014. A última versão lançada (derivada do Manjaro) foi o Netrunner Rolling 2019.04.[61]
- O projeto Sonar GNU/Linux[62] que tinha como objetivo fornecer um Linux sem barreiras para pessoas que necessitavam de tecnologia assistiva para uso de computador, com suporte para área de trabalho GNOME e MATE. A primeira versão foi lançada em fevereiro de 2015, o lançamento mais recente foi em 2016.[63] Em 2017, o projeto Sonar foi descontinuado.[64]

## Hardware

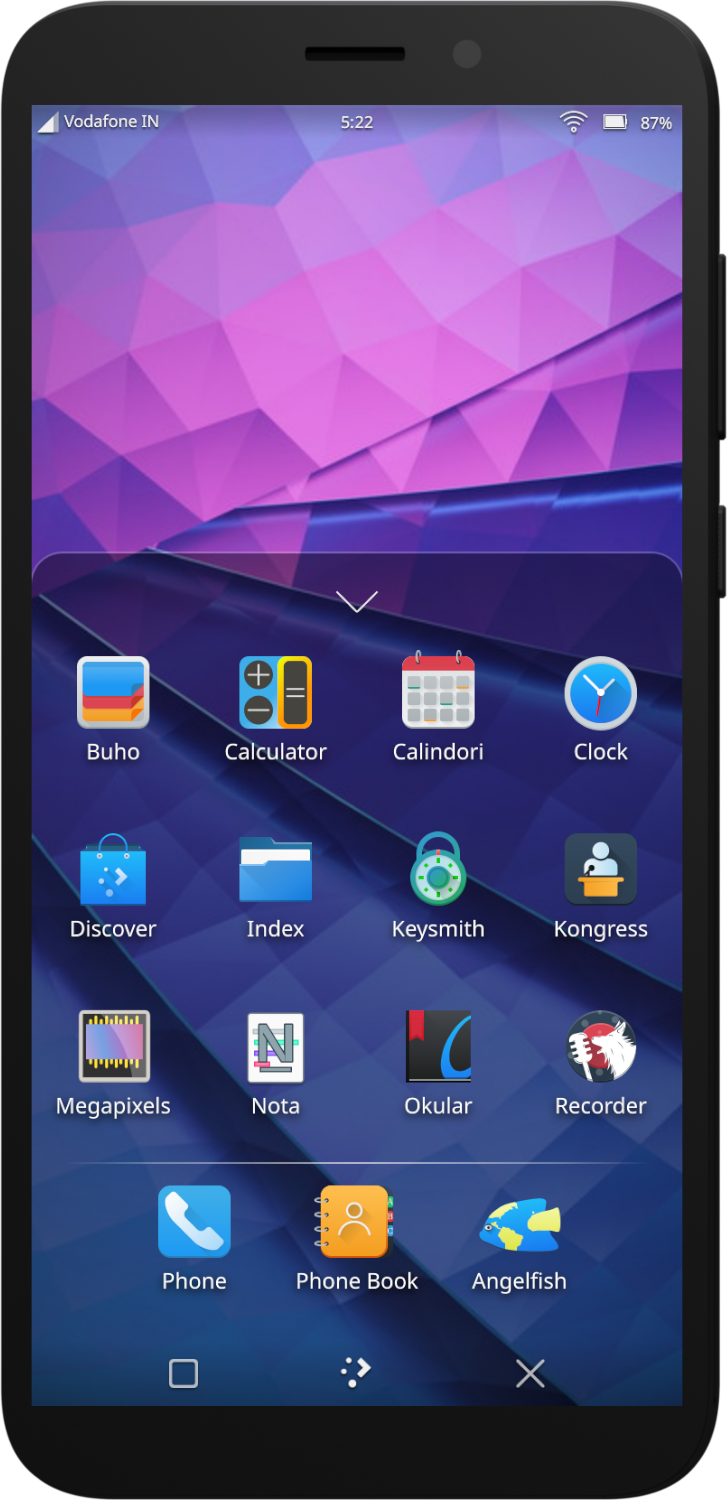
Manjaro no PinePhone

Embora o Manjaro possa ser instalado na maioria dos sistemas, alguns fornecedores vendem computadores com o Manjaro pré instalado. Os fornecedores de computadores pré instalados com o Manjaro incluem StarLabs Systems, Tuxedo Computers, manjarocomputer.eu e Pine64.
O Manjaro é também o sistema operacional padrão oficial usado no PinePhone, um smartphone baseado na arquitetura ARM lançado pela Pine64.

## Recepção
O Manjaro Linux é conhecido como uma área de trabalho fácil de configurar e usar, adequado para iniciantes e usuários experientes. É recomendado como uma maneira fácil e amigável de instalar, construir e manter uma distribuição derivada do Arch de ponta. Alguns usuários acharão interessante a grande variedade de software contribuído disponível no repositório de usuários de Arch (AUR), que tem a reputação de ser mantido atualizado com recursos enviados (upstream).
As primeiras versões do Manjaro tinham a reputação de travar e ter dificuldades de instalação, mas foi relatado que isso melhorou com as versões posteriores, e em 2014, de acordo com Jesse Smith do DistroWatch, "provou ser provavelmente o filho mais polido do Arch Linux que usei até hoje. A distribuição não é apenas fácil de configurar, mas tem uma sensação amigável, completa com um gerenciador gráfico de pacotes, instalador de sistema de qualidade e tela de boas vindas útil. O Manjaro vem com muitos softwares úteis e suporte de multimídia. "
Smith fez uma revisão do Manjaro 17.0.2 edição Xfce em julho de 2017 e observou que ele fazia "muitas coisas bem". Ele passou a exaltar algumas das características notáveis como parte de sua conclusão: 
"Achei a edição Xfce do Manjaro muito rápida e incomumente leve na memória. A distribuição funcionou bem e funcionou bem com meu hardware físico e meu ambiente virtual. Também gostei do hábito do Manjaro de me dizer quando o novo software (particularmente as novas versões do núcleo (kernel) do Linux) estava disponível. Eu me atrapalhei um pouco com o painel de configurações do Manjaro e encontrei algumas configurações, mas no final fiquei satisfeito com a gama de configurações que consegui alcançar com a distribuição. Gosto especialmente que o Manjaro facilita o bloqueio de notificações e evita que as janelas roubem o foco. A distribuição pode ser feita para ficar agradavelmente fora do caminho."